# Аро, Гильермо
Гилье́рмо А́ро Барра́са (исп. Guillermo Haro Barraza; 1913—1988) — мексиканский астроном.

## Биография
Окончил Национальный автономный университет в Мехико. В 1941 работал в астрофизической обсерватории Тонанцинтлы, в 1944—1946 — в США: вначале в обсерватории Кейзовского технологического института (Кливленд), в 1945—1946 — в обсерваториях Йеркской и Мак-Дональд. В 1947—1972 работал в Национальной астрономической обсерватории Национального автономного университета (в 1948—1958 — её директор), руководил созданием ещё одной обсерватории этого университета в горах Сан-Педро-Мартир. В 1950 — директор астрофизической обсерватории Тонанцинтлы. Основал Национальный институт астрофизики, оптики и электроники в Тонанцинтле и в 1972—1983 был его первым директором. С 1984 — сотрудник Института астрономии Национального автономного университета.
Основные труды в области исследований различных типов пекулярных объектов в нашей Галактике. Открыл (1950—1952), независимо от Дж. X. Хербига, звездоподобные объекты с характерными сильными эмиссионными линиями в спектрах (объекты Хербига — Аро). По современным представлениям — это небольшие облака газа, движущиеся через межзвездную среду со сверхзвуковыми скоростями, они могут возникать в результате вспышечных явлений вблизи звезд типа T Тельца. Обнаружил (1953—1954) вспышечную активность (изменения блеска на 0,5m—1,0m в течение 20—60 мин) у некоторых звезд в туманности Ориона, а затем и в других звездных агрегатах различного возраста. Это открытие положило начало широкому изучению вспыхивающих звезд в звездных ассоциациях и скоплениях. В 1952 в результате поисков новых объектов с эмиссионными линиями Аро открыл 67 новых планетарных туманностей (к тому времени их было известно всего 342). Разработал (1955—1956) фотографический метод для изучения звезд типа Т Тельца с сильным ультрафиолетовым излучением. С помощью этого метода совместно с В. Лейтеном исследовал на Паломарском 48-дюймовом телескопе Шмидта обширную область вблизи южного галактического полюса и обнаружил (1962) 8746 звездоподобных голубых объектов до 19-й звездной величины. (Впоследствии некоторые из них были отождествлены с квазарами.) Аро обнаружил и изучил 44 галактики с сильным ультрафиолетовым излучением. Исследовал области ионизованного водорода в галактиках M31, M33, M82 и M83. Открыл 11 новых в нашей Галактике, одну внегалактическую новую, одну внегалактическую сверхновую, открыл одну комету (Аро-Чавиры 1954 k). Его работы определили основные направления ведущихся в Мексике астрономических исследований.
Редактор «Бюллетеня обсерваторий Тонанцинтлы и Такубаи» (1951—1974) и «Бюллетеня Обсерватории Тонанцинтлы» (с 1974).
Член Академии научных исследований (Мехико) со времени её основания (1959), её президент в 1960—1962, член Национальной коллегии (с 1954), член Колумбийской академии точных, физических и естественных наук (1970), вице-президент Международного астрономического союза (1961—1967).
Золотая медаль Луиса Г. Леона Мексиканского астрономического общества (1953), Национальная научная премия (1963), Золотая медаль им. М. В. Ломоносова АН СССР (1985).
В 1968 году женился на журналистке и писательнице Элене Понятовской, с которой познакомился в 1959 году. У них родилось двое детей — Фелипе и Паула.